# Tobias Klein
Tobias Klein (* 28. August 1967 in Saarbrücken) ist ein deutscher Jazz- und Improvisationsmusiker (Altsaxophon, Bassklarinette, Kontrabassklarinette, Komposition).

## Leben und Wirken
Klein zog 1990 nach Amsterdam, wo er als Instrumentalist am Konservatorium von Amsterdam, unter anderem bei Jasper Blom und Harry Sparnaay, studierte.
Klein, der danach in den Niederlanden blieb, gehörte um die Jahrtausendwende zu Bands wie Man Bites Dog und Dalgoo (mit Christian Thomé, Lothar Ohlmeier und zunächst Meinrad Kneer, heute Christian Marien), mit denen jeweils mehrere Alben entstanden. Weiterhin arbeitete er mit Musikern wie Jasper Blom, Joost Buis, Benoît Delbecq, Marc Ducret, Jozef Dumoulin, Oene van Geel, Onno Govaert, B. C. Manjunath, Tineke Postma, Claudio Puntin, Timuçin Şahin, Chris Speed und Teun Verbruggen.
Mit Trompeter Bart Maris, Saxophonist John Dikeman, Gitarrist Jasper Stadhouders, Bassist Gonçalo Almeida und Schlagzeuger Philipp Moser gründete er 2013 das Sextett Spinifex, das zunächst das Album Hipsters Gone Ballistic veröffentlichte; vier weitere Tonträger folgten, allesamt von Rhythmen aus türkischen und indischen Musikkulturen beeinflusst. Mit Gonçalo Almeida und dem Schlagzeuger Martin van Duynhoven wirkt er seit 2015 im Trio Almeida/Duynhoven/Klein, das zwei Alben vorlegte.
Weiter leitet Klein die Ensembles Bugpowder (mit Jeroen Kimman, Tristan Renfrow und Jasper Stadhouders), 37Fern (mit Claron McFadden, Kristina Fuchs und Oğuz Büyükberber) und das Duo Oguz Büyükberber/Tobias Klein. Mit Frank Rosaly und Marta Warelis legte er 2024 das Album Tendresse (Relative Pitch Records) vor.
Als Sideman tritt er mit Monica Akihary & Boi Akih Liquid Songs und mit Esra Dalfidans Fidan auf; auch gehörte er zur Fra Fra Big Band (Maspoti Makandra) und verschiedenen Combos von Oguz Büyükberber. Als Interpret konzentriert er sich auf improvisierte Musik und zeitgenössischen Jazz; beides bereichert er mit zeitgenössischer komponierter Musik, Live-Elektronik und Techniken aus der afrikanischen, osteuropäischen und asiatischen Musik.
Klein komponiert sowohl für zeitgenössische Jazzgruppen als auch für Kammermusikensembles. 2010 erhielt er die Gelegenheit, für das North Sea Jazz Festival zu komponieren und dort das Ergebnis im Trio Lackritz mit Kristina Fuchs und Raphael Vanoli zu präsentieren. 2018 wurden sieben seiner kammermusikalischen Kompositionen von u. a. der Bassklarinettistin Fie Schouten aufgenommen für die CD Chambery, die das niederländische Label Attacca in seiner Reihe „Composer’s Portraits“ veröffentlichte.